# Gianni Martucci
Gianni Martucci (eigentlich Gian Antonio Martucci; * 1946 in Mailand) ist ein italienischer Filmregisseur und Drehbuchautor.
Martucci wirkte ab 1972 als Drehbuchautor und Regieassistent beim Film; zwischen 1975 und 1979 drehte er vier Genrefilme selbst. 1988 trat er mit dem Horrorfilm The Red Monks (mit amerikanisiertem Vornamen) in Erscheinung, den er von Lucio Fulci übernahm.

## Filmografie als Regisseur
- 1975: La collegiale
- 1976: Der Kleine mit der großen Schnauze (La dottoressa sotto il lenzuolo)
- 1978: Heroin (Milano… difendersi o morire) (& Drehbuch)
- 1980: Trhauma (& Drehbuch)
- 1988: The Red Monks (I frati rossi) (& Drehbuch)